# Capsicum

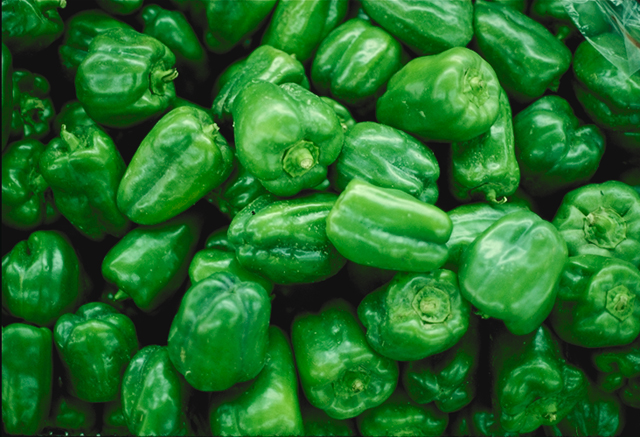
O pimentão verde é o fruto imaturo de um cultivar de Capsicum annuum

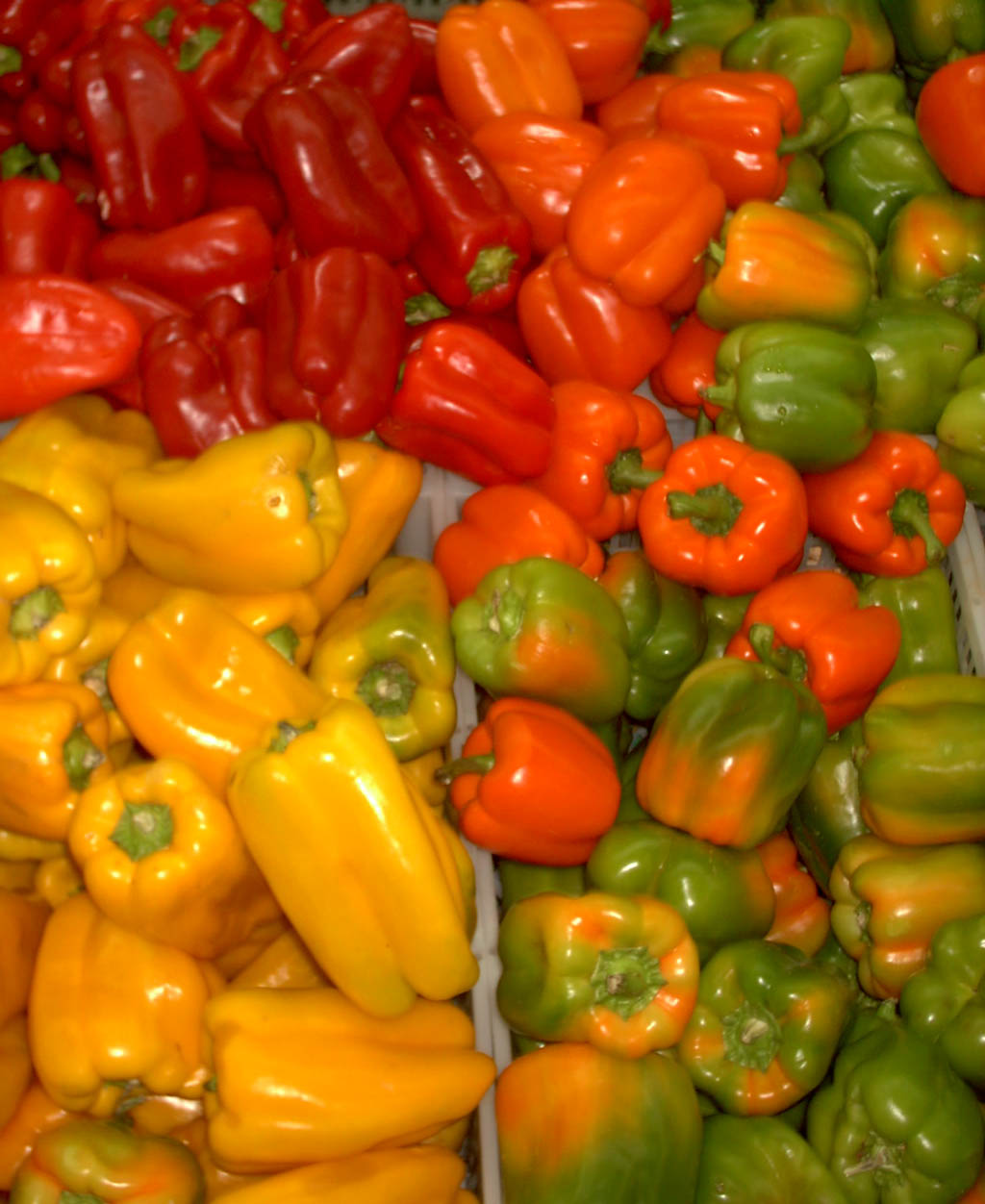
Capsicum annuum, pimentão maduro

Capsicum L. (vernacular, cápsico) é o género de plantas, cujos frutos mais conhecidos são as variedades doces — pimentos ou pimentões — e as variedades picantes — as pimentas, também chamadas piripíri (em Portugal e Moçambique), gindungo e kaombo (Angola) ou malaguetas, mas com inúmeras espécies e cultivares conhecidos por vários outros nomes. São plantas herbáceas da família Solanaceae, à qual pertencem também o tomate e a batata.
Estas pimentas não têm qualquer relação botânica com a pimenta-preta (também chamada pimenta do reino, pimenta redonda ou pimenta em grão), Piper nigrum.
As pimentas podem ser utilizadas para fins medicinais e culinários sob a forma de especiaria ou em molhos, 
enquanto que os pimentos são geralmente usados como hortaliça ou vegetal.

## História
Cultivadas no Peru e México desde tempos pré-históricos, foram descobertas nas Caraíbas por Cristóvão Colombo. Diego Álvarez Chanca, médico a bordo da segunda expedição de Colombo de 1493, embarca as primeiras plantas de Capsicum rumo a Espanha, onde em 1494 escreve sobre os efeitos medicinais observados destas plantas.

## Sinonímia
- Tubocapsicum  (Wettst.) Makino

## Espécies[2]
| - Capsicum annuum - Capsicum baccatum - Capsicum abbreviatum - Capsicum breviflorum - Capsicum buforum - Capsicum brasilianum - Capsicum campylopodium - Capsicum cardenasii - Capsicum chacoense - Capsicum chinense - Capsicum chlorocladium - Capsicum ciliatum - Capsicum coccineum - Capsicum cornutum - Capsicum dimorphum - Capsicum dusenii - Capsicum exile - Capsicum eximium - Capsicum fasciculatum | - Capsicum fastigiatum - Capsicum frutescens - Capsicum flexuosum - Capsicum galapagoense - Capsicum geminifolium - Capsicum hookerianum - Capsicum lanceolatum - Capsicum leptopodum - Capsicum lycianthoides - Capsicum luteum - Capsicum minutiflorum - Capsicum mirabile - Capsicum mositicum - Capsicum parvifolium - Capsicum pubescens - Capsicum schottianum - Capsicum scolnikianum - Capsicum tetragonum - Capsicum tovarii - Capsicum villosum |

## Variedades

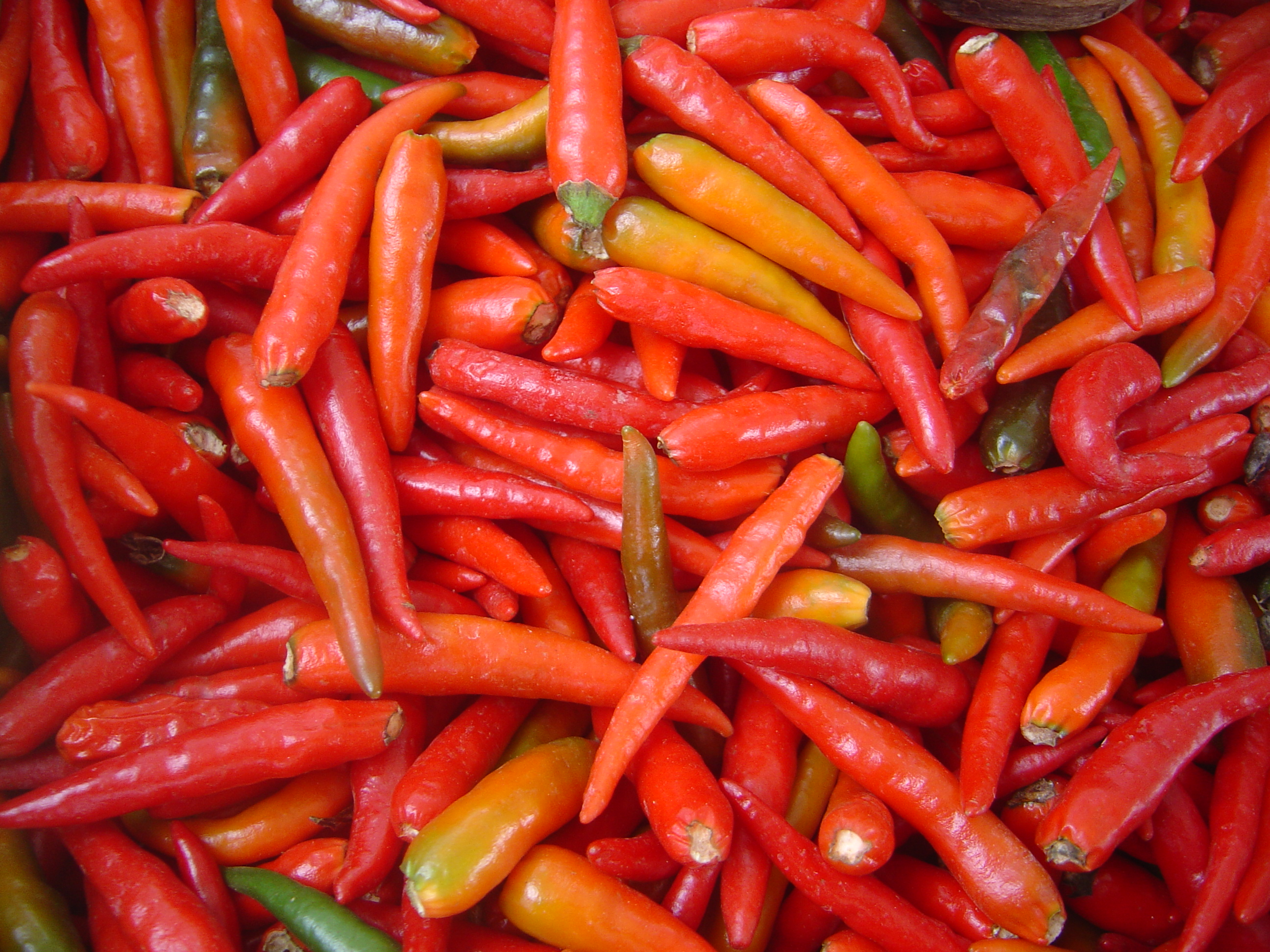
Malaguetas maduras

Os frutos são bagas cónicas ou subesféricas em que o espaço entre o mesocarpo e o endocarpo está cheio de ar. O interior apresenta 2 a 4 nervuras verticais onde se seguram as sementes, embora a maioria delas esteja presa do lado do pedúnculo. A cor destes frutos apresenta igualmente uma enorme variedade, desde o verde (geralmente o fruto imaturo) ao amarelo, laranja, vermelho, roxo ou castanho.
Várias espécies de Capsicum são cultivadas e cada uma tem vários cultivares e métodos de preparação que lhes conferem diferentes aspectos, nomes e características. A espécie Capsicum annuum produz os pimentos ou pimentões, a páprica (também, por vezes, chamada colorau) e várias variedades de pimentas mexicanas, como o poblano, o jalapeño, o Anaheim, o New México e o Serrano. A espécie C. frutescens produz pimentas conhecidas pelos nomes de caiena, tabasco, arbol, aji e pequin, enquanto que a C. chinense produz alguns dos chilis mais picantes, como os habaneros. A espécie C. pubescens produz o rocoto sul-americano e C. baccatum o chiltepín.

## O picante

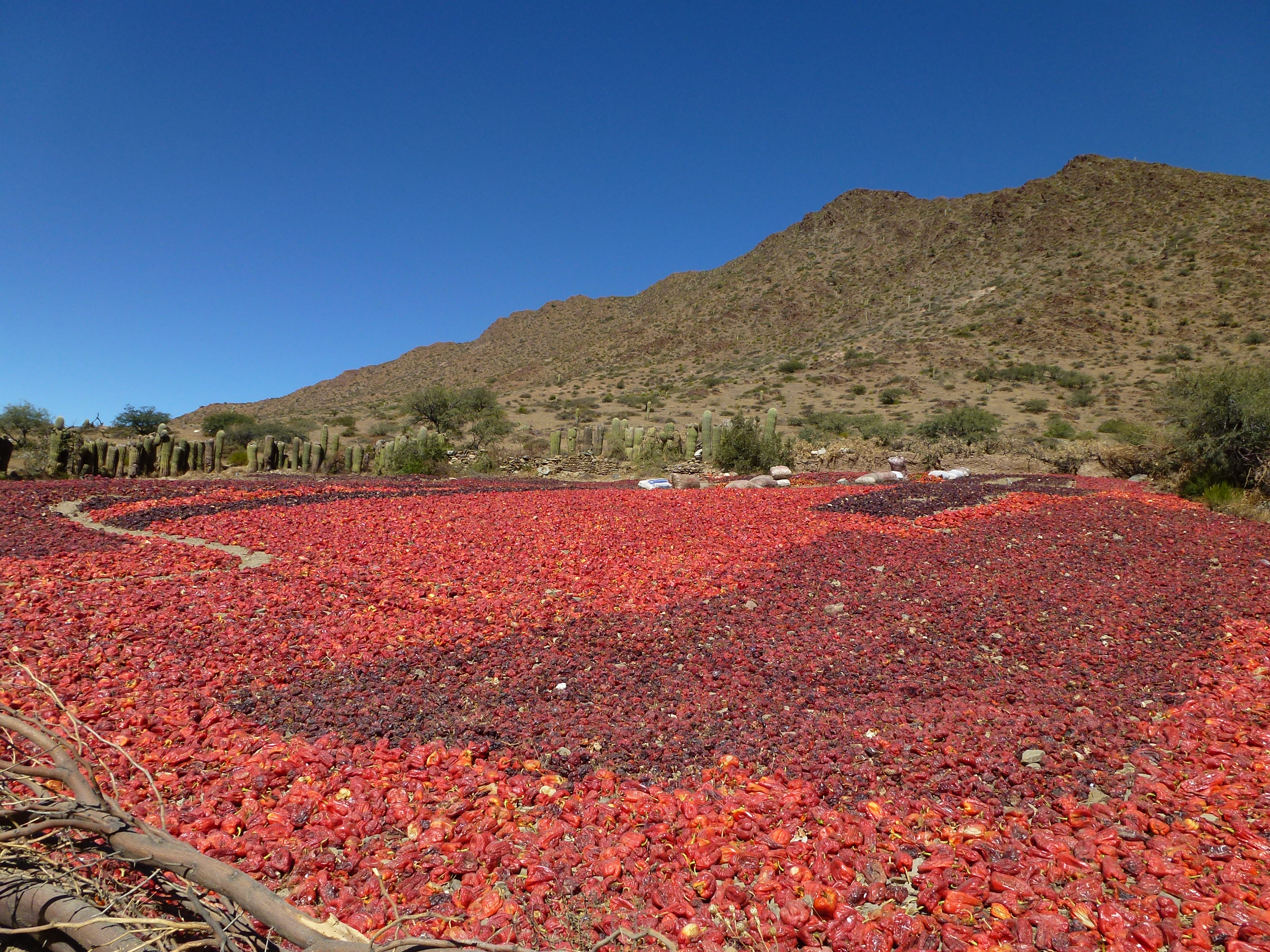

A substância que da às pimentas sua pungência é o alcalóide lipófilo capsicina ou capsaicina (8-metil-N-vanilil-6-nonenamida) e mais quatro outros compostos relacionados, colectivamente chamados capsaicinóides. Cada uma destes compostos tem um efeito diferente na boca e as suas diferentes proporções são responsáveis pelas diferentes sensações produzidas pelas diferentes variedades.
O picante é medido na escala de Scoville: o pimento verde tem um valor de zero unidades Scoville, os jalapeños, 3000–6000 e os habaneros até 300 000 unidades. Desde 2013, a pimenta Carolina Reaper é considerada pelo Guinness World Records a pimenta mais forte do mundo, com unidades de Scoville que variam entre 1,15 milhões e 2,200 milhões de SHU.
É na extremidade do fruto próxima ao pedúnculo que são produzidas as substâncias que dão o sabor picante, por isso, quando se removem as sementes e as membranas onde elas se prendem, pode reduzir-se muito o picante (dependendo também do grau de maturação do fruto).
As aves não têm a mesma sensibilidade à capsicina/capsaicina que os mamíferos, de facto, as pimentas são uma das suas comidas favoritas e elas contribuem para a sua disseminação. Por outro lado, em África, muitas vezes se plantam pimentas à volta das casas e campos cultivados, não só para a sua utilização e venda, mas principalmente para evitar ataques de macacos e outros animais.

## Pimentas na culinária
Os pimentos podem ser comidos crus, normalmente em salada, mas também podem ser cozinhados, por exemplo em caldeiradas ou outros guisados e também são óptimos recheados.
A culinária asiática está frequentemente associada às pimentas, embora a planta fosse desconhecida na Ásia até o início da colonização europeia. Nas Américas, as comidas apimentadas estão associadas principalmente à culinária mexicana e à culinária da Região Nordeste do Brasil.

## Pimentas ornamentais

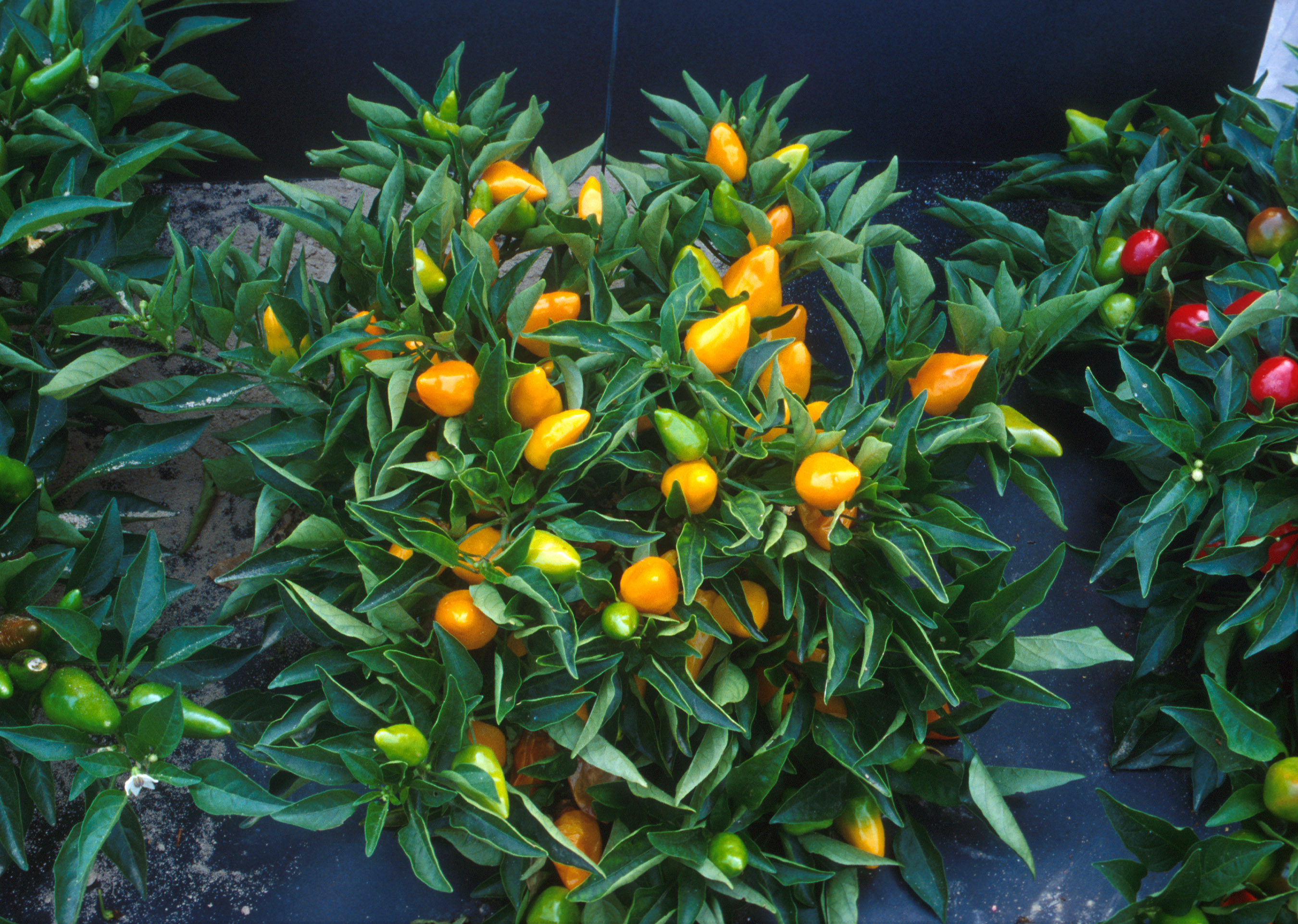
Plantas de pimenta ornamentais

As plantas de pimenta são também usadas como ornamentais em jardins e dentro de casa. Existem atualmente variedades, distribuídas por lojas especializadas em plantas ornamentais, em que a cor, forma, quantidade e duração dos frutos é selecionada para as tornar mais atrativas.

## Classificação do gênero
| Sistema | Classificação                      | Referência               |
| ------- | ---------------------------------- | ------------------------ |
| Linné   | Classe Pentandria, ordem Monogynia | Species plantarum (1753) |